# Маккавеи (опера)
Маккаве́и (нем. Die Maccabäer) — опера композитора А. Рубинштейна, посвящённая теме борьбы иудеев за свободу во II веке до н. э.

## История
Опера в трёх действиях (6 картинах), на основе драмы Отто Людвига (1854), была написана в 1874 году композитором А. Рубинштейном на либретто С. Мозенталя.
Премьера состоялась 17 апреля 1875 года в Берлинской опере под управлением композитора. В том же году опера была представлена в Праге и Стокгольме, а позднее — в Мюнхене и Гамбурге (1876), Вене (1878), Дрездене (1904).
В России опера в первый раз прозвучала 10 января 1877 года в Мариинском театре в Санкт-Петербурге под управлением автора, а позднее — 23 февраля 1883 года в Москве, в Большом театре. В декабре 1900 года опера была впервые поставлена в концертном зале И. З. Маклецкого в Екатеринбурге.
Опера была написана после публикации русского перевода Маккавейских книг в 1873 году, а первая постановка в России — 1877 год, после выхода в свет в 1876 году синодального перевода Библии.
Опера неоднократно ставилась в Москве (1895, 1899, 1905), Киеве (1888), Саратове (1893), Санкт-Петербурге (1893, 1898, 1909).